# تورگزو، پسف
تورگزو، پسف (به لاتین: Türgözü, Posof) یک منطقهٔ مسکونی در ترکیه است که در Posof واقع شده‌است.